# GoPro
GoPro è un’azienda tecnologica americana, fondata originariamente come Woodman Labs che rappresenta videocamere/fotocamere "indossabili" (attraverso accessori) resistenti all'acqua e agli urti, considerate parte della fotografia d'avventura.
Si tratta di dispositivi di dimensioni e peso ridotti, a focale fissa (fino all'uscita di Hero 6 Black) e obiettivo grandangolare di 170 gradi di ampiezza (regolabile tramite impostazioni negli ultimi modelli).
La videocamera registra su scheda di memoria MicroSD ed è alimentata attraverso una batteria al litio.

## Storia
L'azienda GoPro è stata fondata dall'americano Nick Woodman agli inizi degli anni 2000. L'idea gli venne durante una vacanza in Australia nel 2002, durante la quale notò che i surfisti erano soliti essere filmati dalla spiaggia o da una moto d'acqua di supporto e che queste riprese apparivano ben diverse rispetto a quando si è nel mezzo dell'azione. Inoltre un'attrezzatura specialistica e di alta qualità era troppo costosa per essere utilizzata da chiunque.
Incominciò così a sviluppare un progetto per un supporto resistente per fotocamere e videocamere, adatto a riprendere sport estremi, come surf, paracadutismo, raftaggio, ecc., con l'obbiettivo di poter immortalare le azioni nel modo più realistico e dinamico possibile.
Nel 2004 lancia il primo modello di GoPro: una fotocamera da 35 mm con l'aggiunta di una custodia impermeabile e un laccetto. Il modello era estremamente economico e prodotto in Cina.
Nei due anni successivi GoPro cresce sempre di più, fino a quando nel 2006 viene lanciato il primo modello digitale di GoPro, raggiungendo un fatturato di oltre due milioni di dollari.
La fotocamera prima e le action cam dopo, furono una vera e propria rivoluzione che continua ancora oggi.
Nel 2014 l'azienda viene quotata in borsa, con un'incredibile ascesa nel primo anno.
Nel 2016 GoPro si lanciò nel mercato dei droni, con il modello Karma, sul quale l'azienda prevedeva di rilanciare il proprio mercato. Il modello fu un flop clamoroso, con poche unità vendute e un grave problema di progettazione, tanto che il modello venne ritirato dal mercato dopo sole due settimane dalla messa in vendita. L'azienda subì un grosso tracollo, complice anche l'espansione sul mercato di compagnie concorrenti quali Sony e Xiaomi, tanto che ancora oggi è in grossa crisi.

## Modelli

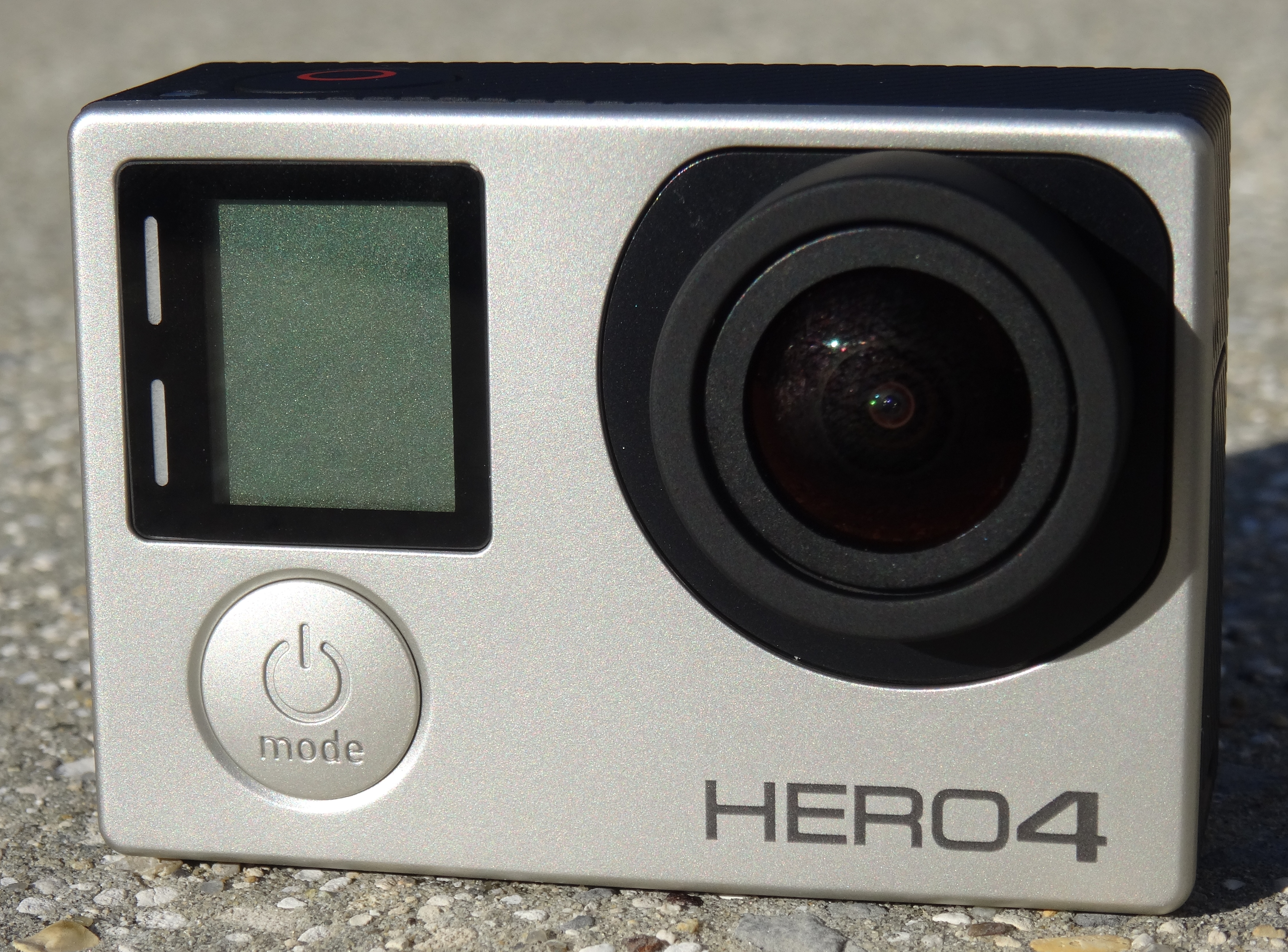
GoPro Hero 4 Silver Edition

### HD Hero 960
Prodotta e commercializzata nel 2010, fu il primo modello GoPro che registrava in HD (960p e 720p).

### HD Hero 2
Il modello HD Hero 2 può generare video in 1080p (Full HD) come risoluzione massima. Dispone di una porta USB, un'uscita HDMI con connettore di tipo mini, un'uscita video composito, e ha disponibile un modulo aggiuntivo per trasmettere l'anteprima video via Wi-Fi a dispositivi tablet o cellulari.

### Hero 3
La Hero 3 è dotata di vano microSD, porta HDMI tipo D (micro) ed è predisposta per il controllo da parte di un cellulare dotato di apposita app.
Il modello Hero 3 Black Edition può generare video in 4K Cinemascope a 12 fotogrammi per secondo (fps) come risoluzione massima, oppure in 2160p (Super HD); per mantenere la compatibilità con il rapporto d'aspetto di 16:9.

### Hero 4  (Black, Silver e Session)
Il modello Hero 4 è stato lanciato sul mercato il 5 ottobre 2014 e disponibile nelle versioni Black, Silver e Session, è stato il primo a poter effettuare riprese in 4K a 30fps, 2.7K a 50fps, 1440p 80fps e 1080p a 120fps (modello Black). Inoltre presenta funzioni audio e Wi-Fi migliorati, funzionalità Bluetooth, una gestione manuale dei colori, ISO ed esposizione (Protune).
La versione Silver è stata la prima a montare uno schermo tattile LCD posteriore integrato. Rispetto al modello Black aveva una capacità video inferiore, con meno fps massimi.
La versione Black ha un processore due volte più performante rispetto alla Hero 3+ Black: è in grado di registrare video in 4K a 30 fps, 2.7K a 50 fps, mentre in Full HD 1080p raggiunge i 120 fps e può scattare foto con risoluzione pari a 12MP.
Il modello Hero 4 Session è la versione più piccola e compatta creata fino alla data del suo rilascio sul mercato: occupa infatti uno spazio di 55 cm³ per 74 grammi di peso. A differenza dei modelli maggiori, la Hero 4 Session è impermeabile fino a 10 m senza custodia stagna.
C'è la possibilità di registrare video fino a 1440p (30 fps), scattare fotografie a 8 megapixel, scatto burst a 10 fotogrammi al secondo, realizzare time lapse da 0,5 a 60 secondi, effettuare riprese in notturna e subacquee fino a una profondità massima di 10 metri senza custodia o fino a 60 metri con la custodia stagna originale.
Avendo un solo tasto per accenderla e per avviarla, se la si vuole controllare bisogna essere muniti di smartphone o smart remote (questo problema è stato risolto con il rilascio del firmware v2.00 del 31 marzo 2016 che permette di modificare la maggior parte delle impostazioni direttamente dalla GoPro con l'utilizzo dei due tasti presenti su di essa).

### Hero (2014)
A settembre 2014 viene presentata la Gopro denominata semplicemente "Hero", ovvero un modello di fascia bassa e dal costo ridotto. La camera è stata presentata assieme ai modelli HERO4 Black e HERO4 Silver.
La camera aveva funzioni molto limitate rispetto a Hero 4 e Hero 3, con solo tre risoluzioni video disponibili:
- 1080p, 30/25fps
- 720p, 60/50fps (Superview)
- 720p, 60/50fps (non Superview)

La fotocamera era da 5mpx, con possibilità di scatto singolo, foto burst 5 fps e time lapse (uno scatto ogni 0,5 secondi).
Questo modello è integrato in una custodia stagna, senza possibilità di estrarre la camera e di cambiare la batteria.
La camera ha un display LCD frontale non multitattile ed è resistente all'acqua fino a 40 metri.

#### Hero+LCD
Hero+LCD è stata la seconda camera di fascia bassa, lanciata il 7 giugno 2015.
È un'evoluzione di Hero 2014 e presenta migliorie a livello sia software sia hardware. Gli FPS massimi passano a 60, sia a 1080 sia 720, ma non si hanno avuto aggiunte alle risoluzioni disponibili.
Il sensore fotografico era di 8mpx e le modalità burst e time lapse presentavano più intervalli disponibili.
Era presente uno schermo LCD posteriore integrato non rimovibile.
Un'importante aggiunta è stata la possibilità di connessione Wi-Fi e controllo remoto da telefono cellulare.
La camera era integrata nella custodia come nel modello Hero.

### Hero 5  (Black e Session)
Il 2 ottobre 2016 vengono lanciati i modelli Hero 5 Black e Hero 5 Session.

#### Black
Hero 5 Black dà una svolta importante ai modelli GoPro grazie all'impermeabilità fino a 10 m senza l'utilizzo della custodia. La qualità video non viene incrementata in maniera importante rispetto a Hero 4 Black, se non per l'aumento degli FPS disponibili in alcune risoluzioni.
Monta uno schermo multitattile posteriore da 2" integrato, con il quale è possibile vedere cosa si sta inquadrando, muoversi tra i menù di scelta e vedere filmati e foto salvati nella SD. Non è possibile utilizzare lo schermo tattile quando la camera viene immersa sott'acqua e funziona male se sono presenti gocce o le dita sono bagnate.
Un'importante svolta è stata l'aggiunta dello stabilizzatore video digitale, disponibile in qualsiasi risoluzione video (tranne in 4K) e fino a 60 fps. Quando lo stabilizzatore è attivo c'è una riduzione del 10% del campo visivo.
Ha Wi-Fi a 2,4 GHz e Bluetooth integrati, grazie ai quali è possibile collegarla al telefono cellulare (tramite app scaricabile gratuitamente).
Sono presenti i comandi vocali, grazie ai quali possibile controllare la camera senza l'utilizzo dei tasti.
La registrazione sonora è stata migliorata grazie ai tre microfoni presenti.
Hero 5 presenta un sensore fotografico da 12mpx. Tra le novità per quanto riguarda le fotografie, c'è la possibilità di rimuovere la distorsione grandangolare di tipo fisheye grazie al campo visivo lineare.
Le modalità di scatto presenti sono:
- Foto (scatto singolo), con le seguenti opzioni:

- dimensione del campo visivo
- attivare tramite Protune impostazioni foto avanzate (colore, esposizione minima e massima, otturatore, ecc.)
- attivare WDR (permette di rilevare i dettagli presenti nelle parti in ombra e in quelle in piena luce della scena)
- foto in formato RAW (novità rispetto a Hero 4)
- foto notturne (in ambienti con scarsa luminosità)
- Sequenza

- possibilità di impostare le foto scattate al secondo
- ampiezza del campo visivo
- attivare Protune
- Foto temporizzate

- intervallo di scatto (secondi)
- tutte le opzioni disponibili per lo scatto singolo
- Night lapse (foto temporizzate con impostazioni migliorate in ambienti con scarsa luminosità)
Inoltre è possibile impostare foto notturne e video temporizzati.
La gestione del suono è stata migliorata, grazie alle opzioni di gestione automatica o manuale di riduzione del rumore del vento e dalla possibilità di registrare una traccia audio in alta qualità, con varie opzioni disponibili, la quale sarà salvata in un file a parte rispetto al video (che avrà comunque la traccia audio standard).
Grazie al GPS integrato è possibile inserire i dati telemetrici su schermo in post produzione (solo video).
Hero 5 Black presenta un ingresso USB-C, consentendo la ricarica rapida (tramite apposito caricatore) e una velocità di trasferimento superiore (USB 3.0).
Tra le opzioni video disponibili è presente Protune, grazie al quale è possibile attivare impostazioni video avanzate (controllo del colore, ISO, otturatore, ecc.).
Hero 5 Black presenta un coprilente rimovibile, grazie al quale è possibile inserirla nella custodia stagna prodotto da GoPro. Non esistono custodie stagne ufficiali nei quali sia possibile inserire la camera senza rimuovere il coprilente.
Hero 5 Black è fuori produzione dopo il lancio di Hero 7.

#### Session
Hero 5 Session è stata presentata come la super-compatta di GoPro: le modalità video e foto disponibili sono le stesse del modello Black (con un upgrade video importante rispetto al precedente modello Session), con qualche limitazione su FPS e campi visivi disponibili nelle varie risoluzioni a livello video e limitazioni nei tempi di scatto nelle modalità time lapse. È presente lo stabilizzatore video elettronico.
Come nella versione precedente, Hero 5 Session è impermeabile fino a 10 m senza l'ausilio della custodia.
Ha un sensore fotografico da 10mpx; non è possibile salvare foto in formato Raw.
È presente anche Protune, con meno opzioni rispetto al modello Black.
Hero 5 Session monta 2 microfoni integrati; non è possibile impostare la registrazione di una traccia audio in alta qualità come in Hero 5 Black.
Non è presente il GPS.
Come il modello Black, Session ha Wi-Fi a 2,4 GHz e Bluetooth integrati, grazie ai quali è possibile collegarla al cellulare (tramite app scaricabile gratuitamente), comandi vocali e una porta USB-C.
Non ha schermo tattile LCD e non è possibile sostituire la batteria (quella presente è da 1000 mAh), a fronte di un prezzo molto inferiore.
Hero 5 Session è fuori produzione dopo il lancio di Hero 2018 e GoPro sembra non essere intenzionata a rinnovare la linea Session.

#### Critiche
L'impermeabilità senza custodia garantita da GoPro si è rivelata abbastanza spesso fallace. Diversi utenti hanno riscontrato infiltrazioni d'acqua dopo e/o durante l'utilizzo in acqua, molte volte accompagnate da  malfunzionamenti o dalla rottura della stessa camera. Tra le critiche più spesso rivolte ai nuovi modelli Gopro, ci sono la  troppa fragilità degli sportellini e delle guaine presenti, i quali se compromessi, anche minimamente, permettono all'acqua di inflitrarsi; le incrostazioni di sale tendono a formarsi anche con un'attenta e minuziosa pulizia dopo l'uso, aumentando il rischio di infiltrazioni; la garanzia Gopro non copre in nessun modo la rottura o i malfunzionamenti dovuti a infiltrazioni.
La rimozione del coprilente è un'operazione che diversi utenti trovano scomoda e che richiede una certa delicatezza se non si vuole rovinare la lente vera e propria. Inoltre può risultare complicata se la si deve fare in mezzo alla polvere o alla sabbia, soprattutto per non rovinare o sporcare la lente. Questi motivi hanno costretto diversi utenti a rivolgersi a prodotti non GoPro.

### Hero 6
Il 28 settembre 2017 viene lanciata GoPro Hero 6 Black. Se a livello hardware c'è stata un'importante evoluzione, grazie al chip GP1, le migliorie video non la fanno spiccare così tanto rispetto a Hero 5 Black.
Le novità sono:
- 60 FPS in 4K (prima solo 30)
- attivazione vocale
- migliore stabilizzazione video digitale, con minore riduzione del campo visivo utilizzato (5%)
- HDR per le foto
- Ingrandimento tattile (come quello dei telefoni cellulari)
- WiFi disponibile in 5 GHz
- migliorie varie degli FPS massimi disponibili e dei campi visivi nelle varie risoluzioni video

A livello audio si percepisce un lieve peggioramento della qualità, avendo un suono registrato più "chiuso" rispetto a Hero 5 Black.
A livello estetico non c'è alcuna differenza con Hero 5 Black e Hero 2018. L'unica differenza è per la presenza della scritta Hero 6 sul lato della camera.
Tutti gli accessori per Hero 5 Black e Hero 2018 sono compatibili con Hero 6.
GoPro Hero 6 Black non è più disponibile sul sito ufficiale https://it.gopro.com/ dal 15 settembre 2018.

#### Critiche
La Hero 6 Black si presenta come una videocamera indossabile ad elevate prestazioni, rivolta ai professionisti, ma senza differenziarsi in maniera importante rispetto a Hero 5 Black.
Le elevate prestazioni che offre non sono facilmente sfruttabili dall'utente medio, poiché video in altissima definizione (come in 4K e 2.7K) o con molti FPS richiedono schermi che supportino tale formato e PC a elevate prestazioni per riprodurre e/o modificare tali video.
Le criticità costruttive di Hero 5 Black sono valide anche per Hero 6 Black.

### Hero 2018
Hero 2018 è stata lanciata il 29 marzo 2018.
Presentata al pubblico come videocamera indossabile di prima fascia, la nuova Hero 2018 ha funzioni molto limitate.
Come le sorelle maggiori è impermeabile fino a 10 m senza custodia e la maggior parte degli accessori per Hero 5 e 6 sono compatibili.
Esteticamente è identica a Hero 5 e Hero 6: la si può riconoscere grazie alla scritta Hero, senza alcun numero, sul lato della fotocamera.
Può fare riprese video in 1440p e 1080p e presenta lo stabilizzatore elettronico di Hero 5 Black. Non presenta Protune, quindi non c'è possibilità di controllare manualmente esposizione, colore, ecc.
Il sensore fotografico è da 10mpx.
Non presenta nessun GPS e in generale riesce a dare un assaggio molto generico delle potenzialità di GoPro Hero 5 e 6, ma per essere una camera di prima fascia ha diverse opzioni interessanti.
Hero 2018 non è più in produzione dopo il lancio di Hero 7.

#### Critiche
Fin quasi dalla sua uscita sul mercato ha incominciato a girare la voce che Hero 2018 non fosse nient'altro che l'hardware di una Hero 5 Black limitato tramite software. Ad agosto 2018, grazie a un video pubblicato su YouTube, viene dimostrato che con un semplice intervento sul codice sorgente è possibile trasformare la Hero 2018 in una Hero 5 Black, con GPS funzionante (stando a GoPro la Hero 2018 non avrebbe il GPS), possibilità di ripresa fino in 4K e fare foto con sensore a 12mpx.
Le lamentele maggiori sono dovute al prezzo di tale fotocamera: troppo alto per le limitate funzionalità che offre, ma molto inferiore rispetto a Hero 5 Black, nonostante le due fotocamere abbiano lo stesso hardware e che Hero 2018 sia stata presentata come una nuova camera.
Inoltre, a parità di prezzo, la Hero 5 Session offriva una gamma di opzioni molto più vasta, seppur con i limiti che presentava.
Le criticità costruttive di Hero 5 Black sono valide anche per Hero 2018.

### Fusion
Il 28 settembre 2017 venne ufficializzata l'uscita di Fusion, una videocamera a 360 gradi capace di registrare in 5.2K e messa in commercio a novembre 2017 (in Europa).
La camera ha le seguenti caratteristiche:
- Ripresa video sferici 5.2K a 30 fps o 3K a 60 fps
- Foto a 360 gradi da 18 megapixel
- Compatibilità con l’app GoPro
- OverCapture (da una ripresa sferica permette di ritagliare un video tradizionale)
- Stabilizzazione avanzata
- Audio a 360°
- Impermeabilità fino a 5 metri di profondità (senza custodia)
- Time lapse video e foto, Night lapse e raffiche
- Compatibile con molti attacchi GoPro (Fusion Grip incluso)
- Comandi vocali
- GPS, accelerometro, giroscopio, bussola
- Wi-Fi e Bluetooth
Il prezzo di questa camera è piuttosto elevato, circa 750€ al momento del lancio.

### Hero 7
GoPro Hero 7 è stata lanciata il 20 settembre 2018, nei modelli Black, Silver e White.

#### Black
Il modello Black è il più potente dei tre: le novità rispetto a Hero 6 sono:
- Nuovo processore evoluto rispetto a quello di Hero 6.
- Nuovo sistema di stabilizzazione denominato Hypersmooth che garantirebbe riprese stabili come con un gimbal.
- Possibilità di effettuare delle dirette su Facebook.
- Modalità SuperFoto.
- Video Time-Warp.

Per dimensioni è identica a Hero 6, compatibile con tutti gli accessori (batteria compresa).

#### Silver
Il modello Silver può fare riprese in 4K a 30fps, avrà lo stabilizzatore elettronico e scattare foto a 10mpx (inferiore rispetto a Hero 5 Black).
Presenta due microfoni, invece dei 3 di Hero 7 Black
Presenta il touch screen posteriore ma non è presente il display LCD frontale. La batteria è integrata, pertanto non sostituibile.

#### White
Il modello White può riprendere in 1080p e 1440p a 30fps o 60fps in 4:3 (trasformabile in 16:9 in 1080p) e scattare foto da 10mpx.
Rappresenta il nuovo modello entry level di GoPro, sostituendo così Hero 2018.
Come il modello Silver avrà il touch screen posteriore ma non è presente lo schermo LCD frontale. La batteria è integrata e non estraibile.

#### Critiche
Stando alle voci, i nuovi modelli Hero 7 potrebbero segnare definitivamente il destino di GoPro. Le novità sono praticamente inesistenti e soprattutto GoPro sembra non aver ascoltato le richieste che gli utenti, nel corso degli anni, gli hanno rivolto. In particolare si nota:
- mancanza del jack audio da 3,5 mm per collegare un microfono esterno. Nei precedenti modelli per collegare un microfono esterno bisognava usare un adattatore, prodotto esclusivamente da GoPro, il quale però risultava dare diversi problemi.
- mancanza della vite da 1/4 di pollice. Nessun modello di GoPro ha mai presentato la femmina per la vite da 1/4 di pollice, standard universale dei supporti per macchine fotografiche e videocamere. Attualmente bisogna comprare un attacco apposito per montare GoPro su tali supporti.
- Sensore fotografico da 1 pollice, attualmente montato sull'action cam top di gamma di Sony.

Per quanto riguarda i modelli Silver e White, si nota un abbassamento dello standard rispetto al modello Hero 5 Black. Oltre ad avere meno megapixel (10 le Hero 7 contro i 12 di Hero 5 Black), le cose che più colpiscono sono la mancanza dello schermo LCD frontale, fondamentale per usare GoPro quando è in acqua o quando è inserita in una custodia e la possibilità di estrarre la batteria, impedendo così di sostituire quella in uso quando scarica. Da notare che al momento una batteria originale ha un'autonomia che oscilla tra i 70 e i 120 minuti (in registrazione continua), ma può ridursi, anche di molto, a seconda delle impostazioni attive (stabilizzatore, connessioni, Protune, luminosità dello schermo, ecc.) e delle condizioni esterne (freddo o caldo intenso, condizioni di luce, ecc.).

### Hero 8 black
GoPro Hero 8 è stata lanciata in data 1 ottobre 2019, nell'unico modello Black.
Le novità rispetto al modello precedente Hero 7 black sono:
- Nuovo design con piedini retrattili e lente non rimovibile per una maggior compattezza;
- Nuovo software e nuova interfaccia grafica;
- Sistema di stabilizzazione evoluto ad "Hypersmooth 2.0";
- Qualità video maggiore grazie a Bitrate più alti [20].
- Migliorie nella sezione foto e Temporizzati con l'aggiunta di nuove impostazioni [20].

### Hero 9
GoPro Hero 9 è stata presentata sul mercato il 16 settembre 2020. 
Alcune delle novità rispetto al modello precedente Hero 8 Black sono :
- Schermo frontale da 1,4” e posteriore 2,27” ingrandito di circa il 10% in più con un peso di 158g rispetto ai precedenti 126g. Larghezza di 7,1 cm, altezza di 5,5 cm e una profondità di 3,36 cm
- Obiettivo removibile (per Mod)
- Sensore da 23,6 MP permette di acquisire video in 5K a 30fps e di effettuare foto da 20,2 MP.
- HyperSmooth 3.0 e Boots per la stabilizzazione delle immagini e dei video
- Allineamento dell’orizzonte in-cam
- TimeWarp 3.0
- Capacità della batteria 1.720 mAh aumentata di circa il 30% rispetto al modello precedente
- HindSight (registra fino a 30 secondi prima di quanto premete il pulsante)
- Acquisizione programmata
- Tempo limite di registrazione

### Hero 10 black
GoPro Hero 10 è stata lanciata in data 16 settembre 2021, nell'unico modello Black.
Le novità rispetto al modello precedente Hero 9 Black sono:
- Processore GP2 evoluto rispetto a quello di Hero 9;
- Sistema di stabilizzazione evoluto ad "Hypersmooth 4.0";
- Video 5,3k 60fps, 4k 120fps e 2.7k 240fps;
- Sensore da 23 megapixel;
- Super 8x Slo-Mo 8x con una nuova e migliorata risoluzione 2,7K;
- Riprese temporizzate con TimeWarp 3.0 e la temporizzazione notturna;
- HindSight acquisisce fino a 30 secondi prima che tu prema il tasto di acquisizione;
- Imposta l’ora di inizio della registrazione con Acquisizione programmata;
- LiveBurst registra 45 fotogrammi 1,5 secondi prima e dopo lo scatto;
- Riproduzione più fluida sul display LCD anteriore e touch screen posteriore scattante e più reattivo;

### Hero 11 black
GoPro Hero 11 è stata lanciata in data 14 settembre 2022, nel modello Black e in versione Mini che è stata lanciata in data il 25 ottobre 2022.
- Stabilizzazione video HyperSmooth 5.0;

### Hero 12 black
GoPro Hero 12 è stata lanciata in data 13 settembre 2023, nell'unico modello Black. Ha dimensioni di 71,8 L x 50,8 A x 33,6 P (mm) e peso di 154g (fotocamera con guide di montaggio e batteria) o 121g (senza batteria). Le novità rispetto al modello precedente Hero 11 Black sono:
- Include una batteria Enduro ricaricabile, supporto adesivo curvo, una fibbia di montaggio con vite di fissaggio e un cavo USB-C;
- Video e foto HDR (High Dynamic Range, Ampia gamma dinamica) per immagini più vivide;
- Tempi di autonomia maggiori, inclusi 1,5 ore in 5.3K30 e oltre 2,5 ore a 1080p30;
- L'accessorio opzionale Mod per obiettivo MAX 2.0 consente un campo visivo ultra-grandangolare di 177 gradi in 4K60;
- Nuovo supporto audio Bluetooth per AirPods e altri dispositivi audio Bluetooth per la registrazione audio wireless e il controllo vocale;
- Risoluzioni video: 5,3K60, 4K120 e 2,7K240;
- Stabilizzazione video HyperSmooth 6.0 con Blocco dell’orizzonte a 360°;
- L’ampio sensore di immagine cattura un campo visivo ultra-grandangolare di 156° in 8:7;
- Foto da 27 megapixel con fotogrammi da 24,7 megapixel estratti da video;
- Impermeabilità fino a 10 m e robustezza leggendaria di GoPro;
- Nuova sincronizzazione dell’orario per sincronizzare in modalità wireless più fotocamere HERO12 Black contemporaneamente;
- GP-Log e supporto LUT.
- Per la prima volta su una GoPro viene installata la vite standard da 1/4" permettendo la compatibilità con gli accessori utilizzati normalmente in fotografia (cavalletti, supporti vari, monopiede, viti calamitate, ecc)

### Hero 13 black
GoPro Hero 13 è stata lanciata in data 4 settembre 2024, nell'unico modello Black. Ha dimensioni di 71,8 L x 50,8 A x 33,6 P (mm) e peso di 159g (fotocamera con guide di montaggio e batteria) o 125g (senza batteria). Le novità rispetto al modello precedente Hero 12 Black sono:
che espande le tue possibilità creative grazie agli obiettivi serie HB con rilevamento automatico, oltre alla compatibilità con il supporto di aggancio magnetico e a nuovi modi per aumentare l’autonomia della batteria. Inoltre, presenta un nuovo design del corpo (sempre compatibile con la stessa custodia protettiva per HERO12 Black e con l’Unità multimediale opzionale), una nuova batteria e nuovi punti di connessione, GPS e overlay dei dati, Slo-Mo in sequenza (fino a 400 fps a 720p), HDR HLG a 10 bit e Wi-Fi 6.

## Supporti
Le fotocamere indossabili GoPro utilizzano un sistema di aggancio proprio, al posto della classica vite da 1/4 di pollice, il quale consiste in tre parti: una parte maschio, presente solitamente nella parte inferiore dei supporti per la camera (custodia subacquea, frame, ecc.), che presenta due alette verticali forate e una parte femmina, composta da tre alette verticali forate nelle quali andrà inserita la parte maschio. La femmina si trova solitamente su una fibbia di sicurezza che andrà inserita nel supporto vero e proprio (terza parte), il quale sarà fissato in un determinato punto (sul casco, sul lato di un moto, ecc.) o farà parte di un'attrezzatura indossabile (chesty, fascia per la testa, ecc.).
Nei fori, una volta allineati, andrà inserita la vite di sicurezza che terrà saldamente unite le parti.
Questo sistema permette di regolare l'inclinazione della GoPro su un asse fisso (in corrispondenza della vite di sicurezza), così da garantire una ripresa ottimale.
Non permette di regolare l'angolazione sull'asse verticale: per farlo è necessario o adoperare un supporto girevole a 360° oppure montare particolari bracci che permettono la rotazione su più assi (tutti venduti a parte).
Solitamente nelle confezioni GoPro vi sono due supporti adesivi, uno piatto e uno curvo.
Nel corso degli anni sono stati sviluppati e creati vari supporti, sia da GoPro stessa sia da ditte esterne.

### Gimbal
Questo strumento è uno stabilizzatore meccanico che rende ferme e stabili le immagini mentre si è in movimento.
GoPro produce un proprio gimbal denominato KARMA Grip, il quale può essere montato sui droni KARMA.

### Custodia stagna
Era presente una custodia stagna nelle confezioni fino al modello Hero 4 (tranne nella versione Session) e per agganciare la camera agli accessori era necessario inserirla nella custodia.
Dall'uscita di Hero 5 Black, vista l'impermeabilità fino a 10 m, non è presente la custodia ma un frame, così da poter agganciare la videocamera agli accessori. La custodia originale per Hero 5 Black, Hero 6 e Hero 2018 prevede che venga smontato il coprilente, mentre per i modelli precedenti la camera veniva inserita senza dover smontare nessun pezzo.
La custodia originale garantisce un'impermeabilità fino a 60 m.

### Floaty
Il floaty è un galleggiante adesivo che viene attaccato nello sportello posteriore della custodia stagna; la versione per Hero Session non è adesiva, ma avvolge la camera.
Oltre alla versione adesiva, esistono anche delle impugnature e delle aste per selfie galleggianti, i quali svolgono la stessa funzione del floaty.

### Dome
Permette di scattare fotografie sia sopra il livello del mare sia sotto allo stesso momento.

## Droni
GoPro si è immessa nel mercato dei droni e in quello della realtà virtuale realizzando il proprio drone alla fine del 2016. Il drone uscì il 19 settembre 2016, con il nome di Karma, ma fu ritirato pochi mesi dopo in quanto si spegnevano i motori in volo a causa di un contatto tra batterie e drone. Il GoPro Karma venne aggiornato il 28 settembre 2017, insieme con la presentazione delle nuove GoPro Hero 6.
L'azienda dopo aver acquistato Kolor, impresa emergente francese specializzata nella realizzazione di contenuti a 360°, ha realizzato un nuovo prodotto chiamato Omni, ovvero un supporto per Gopro con un processore integrato che rielabora e allinea tutti i dati.
Omni permette di effettuare video in 8K a 360°; viene venduto in una valigetta completo di tutto, anche 6 Gopro Hero 4 Black, al prezzo di 5 399 euro.

## GoPro nella produzione cinematografica
Il film Hardcore! uscito nelle sale nel 2015, è stato completamente girato in soggettiva, utilizzando quasi esclusivamente delle GoPro Hero 3.